# Chaetoceras
Chaetoceras is een geslacht van vlinders van de familie Uraniavlinders (Uraniidae), uit de onderfamilie Epipleminae.

## Soorten
- C. biplagiata Walker, 1866
- C. candidaria Walker, 1866
- C. lactifera Dognin, 1911
- C. parvidens Warren, 1907
- C. poi Holloway, 1998
- C. simplex Warren, 1896
- C. strigulosata Warren, 1907
- C. striolata Warren, 1907
- C. sulphurata Warren, 1907
- C. transnigrata Warren, 1907
- C. versicolor Dognin, 1911